# Roadracing-VM 1976
Roadracing-VM 1976 arrangerades av Internationella motorcykelförbundet. Säsongen bestod av 12 Grand Prix i klasserna 500GP, 350GP, 250GP, 125GP, 50GP och Sidvagnar i Grand Prix-serien. VM-titlar delades ut till bästa förare och till bästa konstruktör.
1976 var sista året Isle of Man TT ingick i världsmästerskapens Grand Prix-serie. 
| Klass   | Mästare individuellt           | Mästare konstruktörer         |
| ------- | ------------------------------ | ----------------------------- |
| 500GP   | Barry Sheene                   | Suzuki                        |
| 350GP   | Walter Villa (Harley-Davidson) | Yamaha                        |
| 250GP   | Walter Villa                   | (Harley-Davidson) , ej erkänt |
| 125GP   | Pierpaolo Bianchi              | Morbidelli                    |
| 50GP    | Angel Nieto                    | Bultaco                       |
| Sidvagn | Rolf Steinhausen/Josef Huber   | Busch/König                   |

## 1976 års Grand Prix-kalender
| Omgång | Datum  | Grand Prix      | Bana            | Segrare 50cc         | Segrare 125cc      | Segrare 250cc     | Segrare 350cc      | Segrare 500cc    | Segrare Sidvagn     |
| ------ | ------ | --------------- | --------------- | -------------------- | ------------------ | ----------------- | ------------------ | ---------------- | ------------------- |
| 1      | 25/4   | Frankrike       | Le Mans Bugatti | Herbert Rittberger   |                    | Walter Villa      | Walter Villa       | Barry Sheene     | Biland/Williams     |
| 2      | 2/5    | Österrike       | Salzburgring    |                      | Pier Paolo Bianchi |                   | Johnny Cecotto     | Barry Sheene     | Steinhausen/Huber   |
| 3      | 16/5   | Nationernas GP  | Mugello         | Angel Nieto          | Pier Paolo Bianchi | Walter Villa      | Johnny Cecotto     | Barry Sheene     |                     |
| 4      | 23/5   | Jugoslavien     | Opatija         | Ulrich Graf          | Pier Paolo Bianchi | Dieter Braun      | Olivier Chevallier |                  |                     |
| 5      | 7-12/6 | Isle of Man TT  | Mountain course |                      |                    | Tom Herron        | Chas Mortimer      | Tom Herron       | Steinhausen/Huber   |
| 6      | 26/6   | Assen TT        | Assen           | Angel Nieto          | Pier Paolo Bianchi | Walter Villa      | Giacomo Agostini   | Barry Sheene     | Schmid/Petit-Matile |
| 7      | 4/7    | Belgien         | Spa             | Herbert Rittberger   | Angel Nieto        | Walter Villa      |                    | John Williams    | Steinhausen/Huber   |
| 8      | 25/7   | Sverige         | Anderstorp      | Angel Nieto          | Pier Paolo Bianchi | Takazumi Katayama |                    | Barry Sheene     |                     |
| 9      | 1/8    | Finland         | Imatra          | Julien van Zeebroeck | Pier Paolo Bianchi | Walter Villa      | Walter Villa       | Pat Hennen       |                     |
| 10     | 22/8   | Tjeckoslovakien | Brno            |                      |                    | Walter Villa      | Walter Villa       | John Newbold     | Schmid/Petit-Matile |
| 11     | 29/8   | Västtyskland    | Nürburgring     | Angel Nieto          | Anton Mang         | Walter Villa      | Walter Villa       | Giacomo Agostini | Schwärzel/Huber     |
| 12     | 19/9   | Spanien         | Montjuïc        | Angel Nieto          | Pier Paolo Bianchi | Franco Bonera     | Kork Ballington    |                  |                     |

## 500GP
Barry Sheene tog sin första VM-titel.

### Delsegrare
| Bana         | Vinnare          | Märke     |
| ------------ | ---------------- | --------- |
| Le Mans      | Barry Sheene     | Suzuki    |
| Salzburgring | Barry Sheene     | Suzuki    |
| Mugello      | Barry Sheene     | Suzuki    |
| Manx TT      | Tom Herron       | Yamaha    |
| Assen        | Barry Sheene     | Suzuki    |
| Spa          | John Williams    | Suzuki    |
| Anderstorp   | Barry Sheene     | Suzuki    |
| Imatra       | Pat Hennen       | Suzuki    |
| Brno         | John Newbold     | Suzuki    |
| Nürburgring  | Giacomo Agostini | MV Agusta |

### Slutställning
| Plats | Förare            | Märke  | Poäng |
| ----- | ----------------- | ------ | ----- |
| 1     | Barry Sheene      | Suzuki | 72    |
| 2     | Teuvo Länsivuori  | Suzuki | 48    |
| 3     | Pat Hennen        | Suzuki | 46    |
| 4     | Marco Lucchinelli | Suzuki | 40    |
| 5     | John Newbold      | Suzuki | 31    |
| 6     | Philippe Coulon   | Suzuki | 28    |

## 350GP

### Delsegrare
| Bana          | Vinnare          | Märke           |
| ------------- | ---------------- | --------------- |
| Le Mans       | Walter Villa     | Harley-Davidson |
| Salzburgring  | Johnny Cecotto   | Yamaha          |
| Mugello       | Johnny Cecotto   | Yamaha          |
| Manx TT       | Chas Mortimer    | Yamaha          |
| Assen         | Giacomo Agostini | Yamaha          |
| Imatra        | Walter Villa     | Harley-Davidson |
| Brno          | Walter Villa     | Harley-Davidson |
| Nürburgring   | Walter Villa     | Harley-Davidson |
| Montjuïc Park | Kork Ballington  | Yamaha          |

### Slutställning
| Plats | Förare         | Märke           | Poäng |
| ----- | -------------- | --------------- | ----- |
| 1     | Walter Villa   | Harley-Davidson | 76    |
| 2     | Johnny Cecotto | Yamaha          | 65    |
| 3     | Chas Mortimer  | Yamaha          | 54    |
| 4     | Tom Herron     | Yamaha          | 47    |
| 5     | John Dodds     | Yamaha          | 34    |
| 6     | Víctor Palomo  | Yamaha          | 29    |

## 250GP

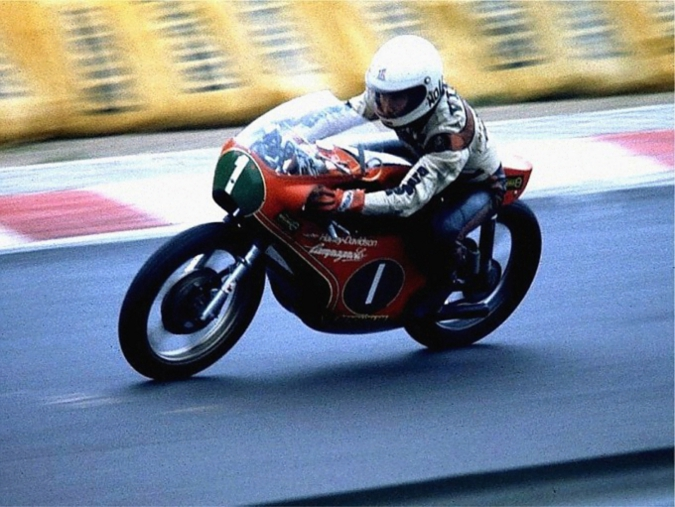
Walter Villa på sin 250 cc Harley-Davidson, träning inför Västtysklands GP.

### Delsegrare
| Bana          | Vinnare           | Märke           |
| ------------- | ----------------- | --------------- |
| Le Mans       | Walter Villa      | Harley-Davidson |
| Mugello       | Walter Villa      | Harley-Davidson |
| Manx TT       | Tom Herron        | Yamaha          |
| Assen         | Walter Villa      | Harley-Davidson |
| Spa           | Walter Villa      | Harley-Davidson |
| Anderstorp    | Takazumi Katayama | Yamaha          |
| Imatra        | Walter Villa      | Harley-Davidson |
| Brno          | Walter Villa      | Harley-Davidson |
| Nürburgring   | Walter Villa      | Harley-Davidson |
| Montjuïc Park | Franco Bonera     | Harley-Davidson |

### Slutställning
| Plats | Förare            | Märke           | Poäng |
| ----- | ----------------- | --------------- | ----- |
| 1     | Walter Villa      | Harley-Davidson | 90    |
| 2     | Takazumi Katayama | Yamaha          | 73    |
| 3     | Franco Bonera     | Harley-Davidson | 61    |
| 4     | Tom Herron        | Yamaha          | 47    |
| 5     | Pentti Korhonen   | Yamaha          | 47    |
| 6     | Dieter Braun      | Yamaha          | 42    |

## 125GP

### Delsegrare
| Bana          | Vinnare            | Märke      |
| ------------- | ------------------ | ---------- |
| Salzburgring  | Pier Paolo Bianchi | Morbidelli |
| Mugello       | Pier Paolo Bianchi | Morbidelli |
| Assen         | Pier Paolo Bianchi | Morbidelli |
| Spa           | Ángel Nieto        | Bultaco    |
| Anderstorp    | Pier Paolo Bianchi | Morbidelli |
| Imatra        | Pier Paolo Bianchi | Morbidelli |
| Nürburgring   | Anton Mang         | Morbidelli |
| Montjuïc Park | Pier Paolo Bianchi | Morbidelli |

### Slutställning
| Plats | Förare             | Märke      | Poäng |
| ----- | ------------------ | ---------- | ----- |
| 1     | Pier Paolo Bianchi | Morbidelli | 90    |
| 2     | Ángel Nieto        | Bultaco    | 67    |
| 3     | Paolo Pileri       | Morbidelli | 64    |
| 4     | Henk van Kessel    | Condor     | 46    |
| 5     | Anton Mang         | Morbidelli | 32    |
| 6     | J-L Guignabodet    | Morbidelli | 31    |

## 50GP

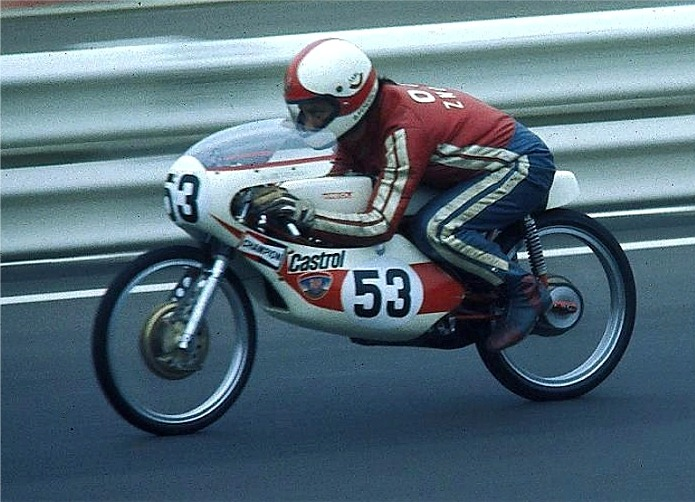
Tjeckoslovaken Bedrich Fendrich på Kreidler, träningen inför Västtysklands GP 1976.

### Delsegrare
| Bana          | Vinnare              | Märke    |
| ------------- | -------------------- | -------- |
| Le Mans       | Herbert Rittberger   | Kreidler |
| Mugello       | Ángel Nieto          | Bultaco  |
| Assen         | Ángel Nieto          | Bultaco  |
| Spa           | Herbert Rittberger   | Kreidler |
| Anderstorp    | Ángel Nieto          | Bultaco  |
| Imatra        | Julien van Zeebroeck | Kreidler |
| Nürburgring   | Ángel Nieto          | Bultaco  |
| Montjuïc Park | Ángel Nieto          | Bultaco  |

### Slutställning
| Plats | Förare               | Märke      | Poäng |
| ----- | -------------------- | ---------- | ----- |
| 1     | Ángel Nieto          | Bultaco    | 85    |
| 2     | Herbert Rittberger   | Kreidler   | 75    |
| 3     | Ulrich Graf          | Kreidler   | 69    |
| 4     | Eugenio Lazzarini    | Morbidelli | 53    |
| 5     | Rudolf Kunz          | Kreidler   | 34    |
| 6     | Julien van Zeebroeck | Kreidler   | 26    |